# Iochroma peruvianum
Iochroma peruvianum là loài thực vật có hoa trong họ Cà. Loài này được (Dunal) J.F. Macbr. mô tả khoa học đầu tiên năm 1930.